# 軍用機場

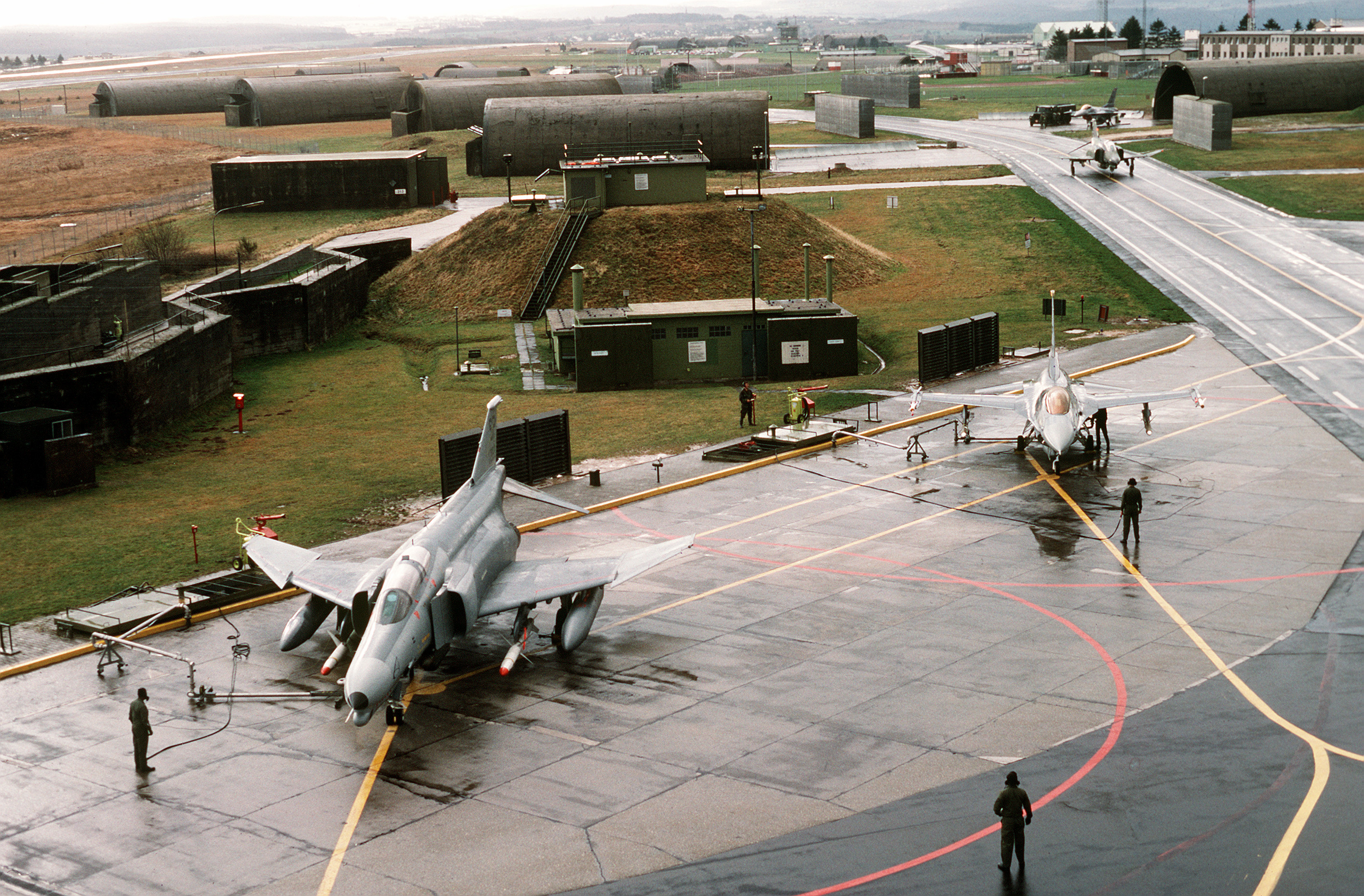
美國空軍駐德國的斯潘達勒姆空軍基地，攝於1990年

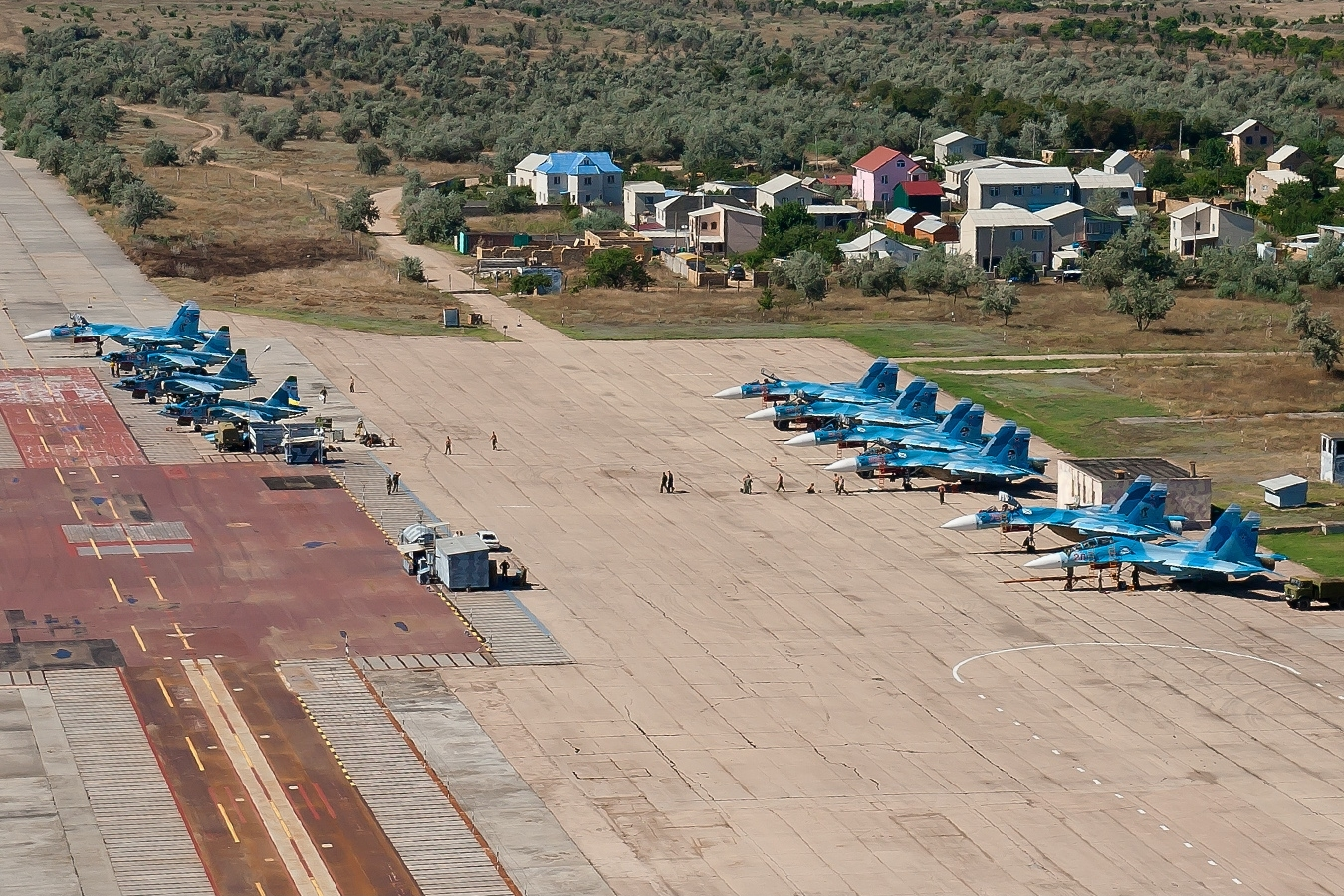
駐紮新費多里夫卡（Новофедоривка）薩克伊基地的俄國海軍航空兵的蘇－33戰機。

軍用機場，是指一種由軍隊使用的飛行場，提供軍用航空器起降。在名稱上，依據機場之使用軍種，可分為空軍基地、陸軍航空基地及海軍航空基地等。

## 基地設施
軍用機場的設施大致上與民用機場相同，例如航空交通管制系統、消防設施等，但因为储放了爆裂物，因此在安全上会需要特别的标准。有些軍用飛行場也附有供乘客使用的設施。例如英國皇家空軍的布里茲·諾頓基地擁有一座航站大廈，使乘客可以搭乘英國空軍的洛克希德三星式運輸機至福克蘭群島。有些軍用機場甚至會特地劃分出一塊民航區給民用班機使用，例如中国大陆的佛山沙堤机场、日本百里飛行場、美國佛蒙特州伯林頓國際機場、臺灣臺北松山機場與臺中清泉崗機場等，這樣的機場又稱為「軍民共用機場」，出于保密需要，在这些机场起降的民航飞机通常须在起降时拉上客舱遮光板。
另外一部分的軍用機場則會設置提供國家領導人等政治人物的行政專機整備區，如美國安德魯斯空軍基地（可提供美國總統專機空軍一號、海軍陸戰隊一號服務）、臺北松山機場、香港石崗機場（配置駐港解放軍）、北京西郊機場等等。
部分軍用機場會設置機堡、加固飛機掩體或地下機庫以強化軍用飛機在敵軍空襲或轟炸時的保護，同時也儲備有戰鬥機需要的機載武器，營區亦藉由高射炮及防衛部隊協防。

## 戰備跑道
戰備跑道，是指在戰時作戰和特殊情況下，可作為預備跑道，供軍機起降的公路路段。瑞典、芬蘭、德國、新加坡、瑞士、韓國、土耳其和波蘭等國因為高度利用高速公路做為戰備跑道而聞名。在台灣，橫貫全島的中山高速公路共設有四處路段可作為戰備跑道：花壇、民雄、麻豆、仁德，供中華民國空軍飛行器起降。

## 航空母艦
航空母艦是一種搭載艦載機的軍艦，艦體通常擁有供固定翼飞机起降使用的巨大飛行甲板、座落於左右其中一側的島式艦橋（一般稱為「艦島」）及甲板下方的機庫，因此可充當海上的移動軍用機場，是航空母艦戰鬥群的核心，艦隊中的其它船隻提供其保護和供給，而航母則提供空中支援和遠程打擊能力。